# Morgan, kapitan piratów
Morgan, kapitan piratów (wł. Morgan il pirata) – włosko-francuski film przygodowo-kostiumowy z 1960 roku w reżyserii Primo Zeglio i André de Totha.

## Opis fabuły
Tytułowy kapitan Henry Morgan to Anglik – zbiegły z Anglii rojalista, który jako niewolnik trafia na Jamajkę. Tam, na targu niewolników zostaje kupiony przez córkę gubernatora, piękną Inez. Jako jej sługa szybko popada z nią w romans. Powiadomiony o wszystkim ojciec Inez skazuje Morgana na dożywotnie galery. Jednak Morganowi pewnego dnia udaje się zbuntować załogę jednostki. Po zawładnięciu okrętem ogłasza się kapitanem piratów i robi, łupiąc hiszpańskie galeony, błyskotliwą karierę. Jego celem jest zajęcie stolicy Jamajki, co udaje mu się dzięki aliansowi z przywódcą piratów l’Olonese i wspólnemu atakowi na hiszpański garnizon od strony lądu. Gdy twierdza upada, a gubernator salwuje się ucieczką, Inez wyrusza na plac boju aby spotkać swojego ukochanego. Pada jednak nie rozpoznana, trafiona kulą w ferworze walki. Pod wieczór, gdy piraci Morgana świętują zwycięstwo, Morgan bezskutecznie poszukujący swej ukochanej, w końcu natrafia na nią, umierającą na placu boju.

## Obsada aktorska
- Steve Reeves – kpt. Henry Morgan
- Giuseppe Rinaldi – kpt. Henry Morgan (głos)
- Valérie Lagrange – Inez
- Maria Pia Di Meo – Inez (głos)
- Ivo Garrani – gubernator Guzman (ojciec Inez)
- Lidia Alfonsi – Maria (służka Inez)
- Giulio Bosetti – Sir Thomas Modyford (ambasador angielski)
- Angelo Zanolli – David
- Glauco Onorato – David (głos)
- George Ardisson – Walter
- Cesare Barbetti – Walter (głos)
- Dino Malacrida – Duke
- Armand Mestral – l’Olonnais
- Emilio Cigoli – l’Olonese (głos)
- Chelo Alonso – Concepcion
- Dhia Cristiani – Conception (głos)
- Giovanni Cianfriglia – pomocnik handlarza niewolników
- Veriano Ginesi – pirat
- Aldo Pini – pirat
- Luigi Pavese – pirat (głos)
- Mimmo Poli – pirat

i inni.
Źródło: 